# Tuomo Mäkelä
Tuomo Mäkelä (* 4. srpen 1981, Turku) je finský reprezentant v orientačním běhu. Jeho největším úspěchem je šesté místo ze sprintu na Mistrovství světa v roce 2012 ve švýcarském Lausanne. V současnosti běhá za finský klub Angelniemen Ankkuri.

## Sportovní kariéra
| Přehled úspěchů na Mistrovství světa | Přehled úspěchů na Mistrovství světa | Přehled úspěchů na Mistrovství světa | Přehled úspěchů na Mistrovství světa | Přehled úspěchů na Mistrovství světa |
| Mistrovství světa                    | Sprint                               | Middle                               | Long                                 | Štafety                              |
| ------------------------------------ | ------------------------------------ | ------------------------------------ | ------------------------------------ | ------------------------------------ |
| Lausanne 2012                        | 6. místo                             | X                                    | X                                    | X                                    |

| Přehled úspěchů na Mistrovství Evropy | Přehled úspěchů na Mistrovství Evropy | Přehled úspěchů na Mistrovství Evropy | Přehled úspěchů na Mistrovství Evropy | Přehled úspěchů na Mistrovství Evropy |
| Mistrovství Evropy                    | Sprint                                | Middle                                | Long                                  | Štafety                               |
| ------------------------------------- | ------------------------------------- | ------------------------------------- | ------------------------------------- | ------------------------------------- |
| Falun 2012                            | 30. místo                             | X                                     | X                                     | X                                     |